# Pectinichelus hauseri
Pectinichelus hauseri är en skalbaggsart som beskrevs av Edmund Reitter 1890. Pectinichelus hauseri ingår i släktet Pectinichelus och familjen Melolonthidae. Inga underarter finns listade i Catalogue of Life.